# Богданов Анатолій Васильович
Анатолій Васильович Богданов (28 листопада 1947, м. Курськ, СРСР) — радянський і український хокейний тренер. Заслужений тренер УРСР і СРСР.
Тренерська кар'єра у збірних командах
- Тренер (пізніше головний тренер) другої збірної СРСР (1979—1989);
- Тренер молодіжної збірної СРСР (1983—1985);
- Головний тренер збірної України (1995, 1998—03);
- Тренер-консультант збірної України (2009);

Тренерська кар'єра у клубних командах
- Головний тренер «Сокіл» Київ (1976—91, вища ліга), «Ільвес» Тампере (1991—93, СМ-ліга), КооКоо (Коувола) (1993—1994), КалПа (Куопіо) (1994—95, СМ-ліга), ТуТо (Турку) (1996—2004), «Трактор» Челябінськ (2005), «Витязь» Чехов (2005), «Торпедо» Нижній Новгород (2005—06).
- Помічник головного тренера «Торпедо» Нижній Новгород (2011—13, КХЛ).

Визнання
- Заслужений тренер СРСР (1989)
- Заслужений тренер УРСР (1978)
- Заслужений працівник фізичної культури УССР (11 грудня 1981)
- Нагороджений орденом князя Ярослава Мудрого V ступеня (24 грудня 2008)